# Puppy Linux
Puppy Linux es una minidistribución portátil del sistema operativo GNU/Linux. Consiste en un CD autoejecutable con un Gestor de ventanas y programas suficientes para llevar a cabo la mayoría de tareas básicas en un computador. Convierte a la máquina en una estación de trabajo con aplicaciones para conectar a Internet, navegar y chatear, procesador de texto, editores de imagen, audio y video, así como una variedad de herramientas adicionales concentradas en un archivo ISO de entre 50 y 180 MB, dependiendo de la versión, la compresión y los programas pre-instalados. Se carga y ejecuta los programas en la memoria RAM del computador (aunque es capaz de funcionar con menos, el mínimo de RAM recomendado es 256 MB). Además, permite instalarse en discos duros o Memoria_USB. Los cambios realizados en el sistema se guardan en un archivo de sesión con extensión .2fs, .3fs o .4fs, que se almacena en una partición seleccionada por el usuario, con un tamaño superior al que ocuparían los paquetes instalados personalmente.
Una de sus versiones, conocida como Chubby Puppy (de 128 megabytes), contiene la suite ofimática OpenOffice.org. En general, las versiones oficiales de Puppy Linux y los pupplets (distribuciones derivadas de Puppy) destacan por su rapidez de ejecución, estabilidad, detección de hardware y cantidad de programas útiles en poco espacio. Es la distribución perfecta para computadoras descatalogadas e incluso puede llegar a dar nueva vida a un viejo 486. Existen versiones castellanizadas, como la remasterizada con el sobrenombre de Boby, que además de la instalación real, permite instalarse sobre una versión oficial de Puppy. A fines de 2011 y principios de 2012, su creador Barry Kauler implementó un sistema de paquetes de idioma compatibles con las nuevas versiones oficiales y sus derivados. Puppy Linux también permite instalarse sobre el sistema de ficheros de cualquier sistema operativo GNU/Linux o Windows sin necesidad de particionar.
La distribución Puppy fue pionera en permitir guardar los cambios realizados en la sesión arrancada por el LiveCD en otro soporte, por lo que permite usarse con la configuración que al entorno se le va aplicando luego de cada reinicio, simulando una instalación real, aunque con las limitaciones que ello conlleva.

## Instalación
Es posible instalar Puppy Linux por dos métodos: desde dispositivos externos (CD/DVD, dispositivos USB, disquetes), o desde Windows con un instalador EXE.
Existen dos modos (tipos) de instalación en discos, sin importar si se trata de discos duros o memorias flash, internos o externos:
- Modo completo (full). Los archivos del sistema y la estructura de directorios de Linux, alojados en el archivo SFS principal de Puppy, se extraen y ocupan toda la partición seleccionada. En este modo todos los cambios realizados se escriben directamente en el sistema de archivos de la partición.
- Modo frugal. Los archivos de la imagen ISO se copian en una carpeta en el disco, haciendo posible instalar sin formatear ni eliminar el contenido actual de la partición seleccionada. Los archivos del sistema y la estructura de directorios de Linux permanecen comprimidos en el archivo SFS principal de Puppy (de solo-lectura), mientras que los cambios realizados por el usuario se guardan en un archivo personal de almacenamiento con extensión.2fs,.3fs o.4fs (según el sistema de archivos ext2, ext3 o ext4 respectivamente), creado al apagar/reiniciar por primera vez luego de la instalación. Este archivo debe tener el tamaño suficiente para almacenar los programas que se desea instalar.[5]

Si se arranca desde un CD o DVD, es posible crear el archivo de almacenamiento y guardar los cambios en el disco sin instalar Puppy, esto se conoce como el modo live. Al arrancar el sistema desde la unidad óptica se buscará el archivo de almacenamiento y se aplicarán los últimos cambios guardados. Además, si se utiliza un DVD se puede grabar el archivo de almacenamiento directamente en él en vez de en una partición (modo live multisesión).

## Características

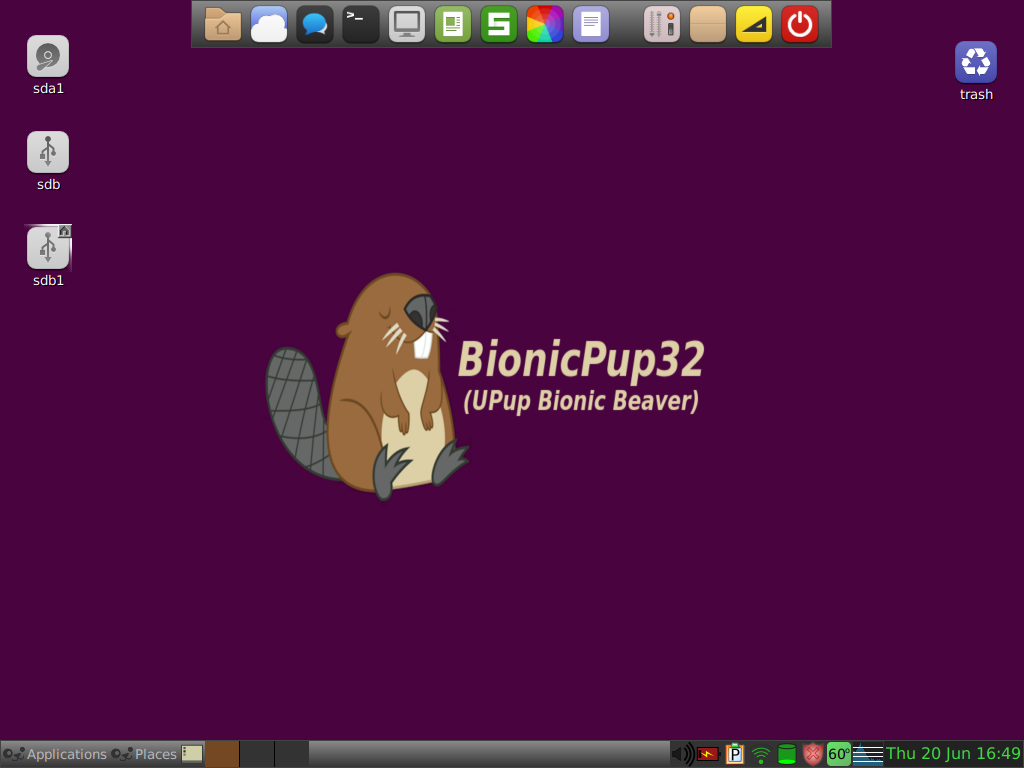
Puppy Linux "BionicPup" 8.0

Puppy es una distribución que selecciona aplicaciones de poco tamaño, pero que ofrezcan la funcionalidad que espera un usuario normal. Así, la versión 4.3.1, lanzada el 17 de octubre de 2009, pesa alrededor de 105 megas. La versión 5.2.5 (02/04/2011) es algo mayor, usando 130 megas. Permite elegir un navegador, tal como Chrome, Firefox, Opera o Seamonkey. También trae el procesador de textos Abiword, el programa de dibujo Mtpaint, hoja de cálculo Gnumeric, la interfaz de reproducción multimedia Gnome mplayer y visualmente se sigue manejando con el gestor de ventanas JWM aunque por defecto arranca con openbox. En su repositorio están disponibles para su descarga programas como: VLC media player, Libreoffice, Skype, Wine, Gimp, etc. A partir de la versión 5.3, las compilaciones oficiales de Puppy Linux solamente traen JWM, con la opción de instalar Openbox desde el PPM (siglas en inglés de Gestor de Paquetes de Puppy).
De Puppy se desprenden gran cantidad de Pupplets, (variantes del Sistema operativo) algunos cambian el administrador de ventanas, algunos incorporan XFCE (NOP, Saluki, Valiant Ship), Openbox (Three-Headed Dog, Lxpup, Puppy-es), IceWM (HaRo), Fluxbox (Slimpup) y, con menos frecuencia, Enlightenment (Macpup) o KDE (KD-pup). A otros se les incorporó controladores de video para poder ejecutar el Compiz (Tipsy, Wnop, Vestapup, Tigerpup etc) y también versiones para netbooks como Asus Eee (Puppeee) y Acer one.

## Gestión de paquetes y distribución
El administrador de paquetes de Puppy Linux, Puppy Package Manager, instala paquetes en formato PET (Puppy Enhanced Tarball) de forma predeterminada, pero también acepta paquetes de otras distribuciones (como paquetes .deb, .rpm, .txz y .tgz) o mediante el uso de herramientas de terceros para convertir paquetes de otras distribuciones a paquetes PET. Puppy Package Manager también puede recortar la sobrecarga de software de un paquete para reducir el espacio en disco utilizado.

## Listadistros.derivadas de Puppy Linux
Véase también Distribuciones Basadas en Puppy Linux
| Nombre        | Administrador de ventanas | Descripción | Tamaño       |
| ------------- | ------------------------- | --- | ------------ |
| Barebones     | Ninguno                   | Puppy 1.0.3 para conexiones lentas, usa su propio navegador (ni Firefox, ni Ópera ni Mozilla) y no incluye Abiword por defecto | 40Mb         |
| BioPuppy      | Xfce                      | BioPuppy 1.0, LiveCD para bioinformática y biología computacional, lo necesario para hacer análisis de secuencias de ADN y/o proteínas, modelar moléculas y proyectar filogenias; mínimo 32 MB de RAM. | hasta 180 Mb |
| DCL           | Xfce                      | Puppy 3.01 con Xfce y Firefox | 173Mb        |
| Digipup       | JWM                       | Modificación derivada para usuarios de Ham radio | 97 MB        |
| dPup          | JWM-ROX                   | Basada en debian, la distribución pup incluye librerías modernas sin perder su capacidad de funcionar en ordenadores viejos, incluye firefox ESR por defecto y pulseaudio pre-instalado. Muchas de las aplicaciones se pueden obtener desde el sitio de sourceforge del proyecto. | 405MB        |
| DragonPup     | Xfce                      | Deriva de Fat Free Puppy (ver más abajo) para crear entornos basado en Xfce. Viene con Firefox, The GIMP y aplicaciones multimedia | 108 MB       |
| EcoPup        | JWM                       | La versión beta viene con Firefox 2 y OpenOffice.org 2 comprimidos con ZIP (para usar una vez instalada) en lugar de precargada | 668Mb        |
| eBoxPup       | JWM                       | Alpha Puppy para eBox 2300 con Opera | 57Mb         |
| EduPup        | JWM                       | Puppy 2.11 con software para niños tales como: TuxType2, TuxMath, GcompriS (también con sonido en italiano), SuperTux y TuxPaint (con tuxpaint-ConfiG y TuxStamp). | 166 MB       |
| Empty Crust   | JWM                       | Muy modulable - Una versión Puppy sin nada | 45MB         |
| eXpand Barbie | JWM                       | Puplet para mujeres con Xfce, StumbleUpon y más de 60 enlaces a juegos Flash en Internet. | 245MB        |
| eXpand DOFUS  | JWM                       | Basada en Puplet para jugar MMORPG DOFUS. Incluye otros programar además de un completo entorno web. Está basada en Puppy 2.14 y desarrollada por lvds. | 263Mb        |
| Fat Free      | JWM                       | 2.17 recortada para añadir tus propias mascotas | 51MB         |
| Fire Hydrant  | JWM                       | Firefox, Flash, Java, plus thunderbird, Sunbird y Lightning por lo que puedes descargar tu correo y tu calendario en una sola aplicación más icewm, y 19 temas de escritorio, unos pocos juegos en el menú de herramientas de Firefox, xmms con temas de Sony, Limewire, shutterbug, Gimpshop, Yahoo messenger, aMSN Messenger y un montón más. No se ha tenido que eliminar ninguna funcionalidad de script. | 192MB        |
| Foxpup        | JWM                       | Con Firefox y con soporte para redes inalámbricas y de cable. Leafpad y Vi Console Editor son las únicas aplicaciones disponibles. (Foxpup reemplaza a Litepup y a Icepup.) | 60MB         |
| Gamepup       | Xfce                      | En versión alfa todavía en fases muy tempranas, tiene como objetivo los juegos | 125MB        |
| GrafPup       | Xfce                      | Esta distribución está orientada a los diseñadores gráficos y otros profesionales de la imagen con las versiones más actuales de The Gimp, Cinepaint, Inkscape y Scribus. También hay una versión de lujo de 397MB | 80MB         |
| Hacao         | IceWM                     | Hacao es una versión vietnamita. El objetivo de este proyecto es crear un sistema operativo completo y ligero que pueda funcionar en ordenadores con pocas capacidades. Toda la interfaz ha sido traducida al vietnamita. | 80MB         |
| KDEPuppy      | KDE                       | Está basada en Puppy 1.07 y está todavía en una fase alfa de desarrollo | 125MB        |
| Molinux Zero  | IceWM, JWM                | Está basada en Puppy 4.2 | 132MB        |
| Puppy Night   | Principalmente lxde       | Una versión de Puppy 5.2.8 adaptado al idioma español. Soporte adicional de módem 3g, compatibilidad de hardware, y programas adicionales. Actualmente es mantenido por José Peralta (conocido como josejp2424) y la comunidad de Puppy Linux. | 256MB        |
| Puppy-es      | openbox panel tint2       | creada por el canal IRC #puppy-es, con woff 525 de playdaz, adaptado al idioma español. Soporte adicional de módem 3g, compatibilidad de hardware. y esta en pleno desarrollo. | 149MB        |

### Macpup
Es una distro basada en Puppy que hace énfasis en un entorno de escritorio más amigable diseñado para funcionar como una distro de uso diario y con ciertas características que le dan una apariencia (aunque aún lejana) parecida al entorno de escritorio de Mac OSX.
Macpup incluye diversas aplicaciones libres muy livianas que respetan la filosofía de Puppy de "correr bajo cualquier PC", tales como AbiWord, Gnumeric, SeaMonkey y Opera para Linux con todas sus funcionalidades. Cuenta con el entorno de ventanas Enlightenment o E17, el cual se destaca por su buen rendimiento gráfico con pocos recursos de sistema.

## Recepción
Puppy Linux ha sido criticado por ejecutar todos sus usuarios como root (aunque en su versión Puppy Precise, están estableciendo un usuario no root, llamado "fido", esta en beta) y su falta de aplicaciones disponibles. Un revisor de DistroWatch Rober Storey concluyó acerca de Puppy 5.2.5 en abril de 2011:
A mucha gente le gusta Puppy - está en el top 10 de visitas en DistroWatch. Yo también disfruto Puppy, y es lo que funciona exclusivamente en mi netbook. Tal vez la única cosa mala con Puppy es que las expectativas de los usuarios tienden a exceder las intenciones de los desarrolladores.
En una detallada reseña de Puppy Linux en mayo de 2011 Howard Fosdick de OS News abordó el asunto del usuario root, "En teoría, esto podría ser un problema -- pero en la práctica no presenta ningún inconveniente. Nunca he oído hablar de un solo usuario de Puppy sufriendo un problema debido a esto." Fosdick concluyó "Me gusta Puppy porque es la distribución de Linux más ligera que he encontrado, que se mantiene apropiada para los usuarios finales. Instálalo en un viejo computador Pentium-III o Pentium-IV y tú familia o amigos lo usarán eficazmente para tareas comunes tal como lo harían en un costoso computador nuevo."